# Alireza Karimi
Alireza Karimi (pers. علیرضا کریمی; ur. 21 marca 1994) – irański zapaśnik walczący w stylu wolnym. Olimpijczyk z Rio de Janeiro 2016, gdzie zajął siódme miejsce w kategorii 86 kg.
Srebrny medalista mistrzostw świata w 2019 i brązowy w 2015 i 2018. Mistrz igrzysk azjatyckich w 2018. Mistrz Azji w 2015, 2017 i 2019; drugi w 2023. Triumfator igrzysk solidarności islamskiej w 2021. Wojskowy mistrz świata z 2017. Pierwszy w Pucharze Świata w 2014, 2015, 2016 i 2017; drugi w 2022. Mistrz świata juniorów z 2014 roku.